# Тоне Слодњак
Тоне Слодњак (Љубљана, 14. јул 1937 — Љубљана, 23. октобар 1971) је био југословенски и словеначки филмски и позоришни глумац.  

## Филмографија
|                   | 1950 | 1960 | Укупно |
| ----------------- | ---- | ---- | ------ |
| Дугометражни филм | 1    | 6    | 7      |

| Год.     | Назив               | Улога          |
| -------- | ------------------- | -------------- |
| 1950.-те |                     |                |
| 1959.    | Три четвртине Сунца | /              |
| 1960.-те |                     |                |
| 1961.    | Ноћни излет         | Џо             |
| 1964.    | Не плачи, Петре     | Немачки војник |
| 1966.    | Амандус             | Симон          |
| 1967.    | Прича које нема     | Саксофонист    |
| 1969.    | Седмина             | Тигер          |
| 1969.    | Поликарп            | /              |